# Irobe Katsunaga
Irobe Katsunaga est un nom japonais traditionnel ; le nom de famille (ou le nom d'école), Irobe, précède donc le prénom (ou le nom d'artiste).
Irobe Katsunaga (色部 勝長, 1493 ?-7 février 1569) est un samouraï de l'époque Sengoku. Vassal de haut rang du clan Uesugi, Katsunaga est un des Kita-Echigo no kokuninshu (北越後の国人衆 ; « Compatriotes du nord de Echigo ») et est considéré comme l'un des hommes les plus respectés sous Uesugi Kenshin. Il participe à la 4e bataille de Kawanakajima en 1561 et à la bataille de Sano dans la province de Kōzuke en 1563 parmi d'autres. Pour s'être distingué à la bataille à Kawanakajima, il reçoit le château de Hirabayashi.
Il est un des vingt-huit généraux des Uesughi. Katsunaga meurt en essayant de réprimer la rébellion de Honjō Shigenaga en 1569.
Pari ses fils se trouvent Irobe Akinaga et Irobe Nagazane.

## Source de la traduction
- (en) Cet article est partiellement ou en totalité issu de l’article de Wikipédia en anglais intitulé « Irobe Katsunaga » (voir la liste des auteurs).